# Saint-Vital (Winnipeg)
Pour les articles homonymes, voir Saint-Vital.
Saint-Vital est un quartier périphérique de Winnipeg, Manitoba, au sud-est de la Rivière Rouge et de la rivière Seine, formant auparavant la ville de Saint-Vital, celle-ci a été intégrée à Winnipeg en 1972. 
Sa population, au recensement de 2016, était de 67 580 habitants, contre 32 500 en 1971. La cité fut nommée Saint-Vital en l'honneur de Vital-Justin Grandin par l'évêque Alexandre-Antonin Taché en 1860.
La ville fut jusqu'aux années 1920, un des foyers de la population franco-manitobaine. Par la suite, avec le développement de la ville de Winnipeg, de nombreux anglophones s'installèrent à Saint-Vital. Près de 18 % de la population de Saint-Vital demeure toujours francophone.

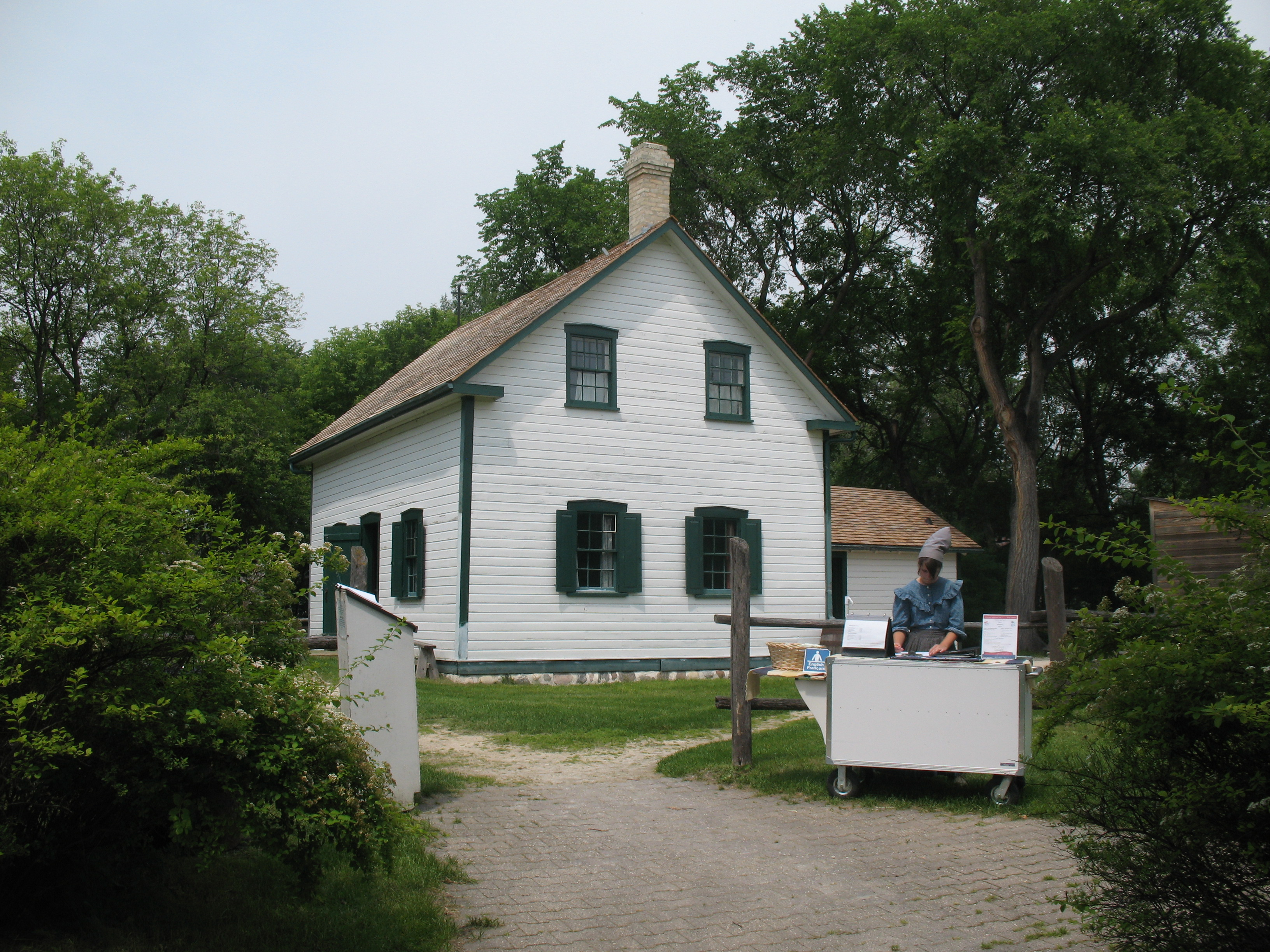
La maison Riel à Saint-Vital.